# Zygota claviscapa
Zygota claviscapa är en stekelart som först beskrevs av Thomson 1858.  Zygota claviscapa ingår i släktet Zygota, och familjen hyllhornsteklar. Arten är reproducerande i Sverige.